# Fred Hargadon
Fred Hargadon (né le 4 janvier 1934  à Ardmore et mort le 15 janvier 2014 à Princeton) est un responsable administratif américain qui a été doyen dans plusieurs établissements scolaires réputés.
Il est notamment doyen des admissions au Swarthmore College de 1964 à 1969, à l'université Stanford de 1969 à 1984 et à l'université de Princeton de 1988 à 2003.
Il est l'un des doyens les plus connus dans le domaine des admissions dans les universités et les collèges à son époque. En 1984, The New York Times l'a décrit comme « le doyen des doyens ».